# DB2
DB2 — це покоління СУБД (Система управління базами даних), що з 1995 року випускається компанією IBM. На даний момент, це одна з найбільш досконалих СУБД у світі:
- за рівнем технічної реалізації;
- лідер у продуктивності;
- можливостями масштабування;
- і т. д.[2]

## Доступні версії
На даний момент СУБД DB2 представлена версіями на наступних платформах :
- DB2 for Linux, UNIX and Windows v10 для платформ AIX, HP-UX, Linux, Solaris, Windows і бета-версія для платформи Mac OS X
- DB2 for z/OS v10 для платформ z/OS і OS/390
- DB2 Server for VSE & VM v7.5 для платформ z/VM і z/VSE
- DB2 for i для платформи IBM i (вбудована в систему на апаратно-програмному рівні).[2]

## Історія
Історія DB2 бере свій початок з 1975 року. Це перша СУБД, яка почала використовувати мову SQL. У період з 1975 по 1982 рік прототип DB2 був у розробці під керівництвом компанії IBM під назвою System Relational. Свою назву, СУБД DB2 отримала в 1982 році, в той час коли був випущений перший комерційний реліз для VM під назвою SQL/DS, а згодом реліз MVS, що мав назву DB2.
На початку 1970-х років, доктор Едгар Кодд, який працював в компанії IBM, розробив теорію реляційних баз даних, і в підсумку, в червні 1970 року — опублікував модель маніпуляції даними. Для втілення цієї моделі він розробив мову реляційних баз даних і назвав її Alpha.
DB2 стала поставлятися в різних редакціях і пакетах, що також включали в себе популярну безкоштовну програму DB2 Express-C з можливістю придбання ліцензії на 12 місяців і опцією підписки (т. зв. Fixed Term License (FTL)): DB2 Express-C FTL.
Всі редакції і пакети DB2 були побудовані на одній базі вихідного коду, проте вони відрізняються лише деякою функціональністю та умовами ліцензування, які дають можливості, функції та переваги DB2 у певних сегментах та цінових групах.

## Плюси та мінуси використання DB2

### Плюси
- Хороша продуктивність;
- Є дистрибутив[4] під Unix/Linux.

### Мінуси
- Необхідні налаштування, які проводяться у присутності фахівця;
- Розмір бази даних більше, ніж в інших СУБД

## Функціональні можливості
- Мультиплатформеність.
- Advanced Copy Services (ACS). DB2 ACS дозволяє використовувати технологію швидкого копіювання пристрою зберігання даних для виконання роботи по копіюванню даних в операціях резервного копіювання та відновлення.
- Онлайнова реорганізація таблиць.
- Підтримка High Availability Disaster Recovery (HADR).
- Підтримка 64-розрядних примірників.
- Підтримка Materialized Query Tables (таблиці матеріалізованих запитів), Query Parallelism (паралелізм запитів), Multidimensional Clustering Tables (MDC, багатовимірна кластеризация таблиць) .
- Підтримка стиснення даних при резервному копіюванні Підтримка SQL-реплікації.
- Підтримка Database Partitioning (розбиття баз даних). Використовується для масштабованих кластерів: колишня назва — DB2 EEE. Дана функціональна можливість дозволяє розподілити один образ бази даних на кілька фізичних серверів.
- DB2 Text Search. Функція DB2 Text Search дозволяє вести пошук в текстових шпальтах таблиць DB2. Підтримка текстового пошуку дозволяє використовувати вбудовані в DB2 функції CONTAINS, SCORE і xml column-contains для пошуку в текстових індексах, побудованих на основі заданих вами аргументів пошуку.
- IBM Data Studio — це інструментальна платформа, що охоплює весь життєвий цикл застосункыв (проектування, розробка, розгортання, підтримка і управління) для всіх реляційних СУБД IBM, з перспективою подальшого розширення підтримки.